# Siphonostra
Siphonostra is een geslacht van kreeftachtigen uit de klasse van de Ostracoda (mosselkreeftjes).

## Soorten
- Siphonostra hallex Kornicker, 1975
- Siphonostra spinifera (Skogsberg, 1920) Kornicker, 1975